# 소안중학교
소안중학교(所安中學校)는 대한민국 전라남도 완도군 소안면 비자리에 있는 공립 중학교이다.

## 학교 연혁
- 1968년 3월 23일 : 개교
- 1968년 6월 1일 : 초대 류지열 교장 취임
- 2025년 1월 9일 : 제55회 졸업(12명) 총 졸업생수 5,365명
- 2025년 3월 1일 : 제28대 양승태 교장 부임
- 2025년 3월 4일 : 입학(신입생 6명)

## 참고 자료
- 소안중학교 - 한국교육학술정보원 학교알리미